# Gefährliche Wahrheit (2021)
Gefährliche Wahrheit ist ein deutscher Fernsehthriller von Jens Wischnewski aus dem Jahr 2021. In der Hauptrolle spielt Lisa Maria Potthoff eine Journalistin, die im Fall eines Hausbrands recherchiert und dadurch politischen Machenschaften auf die Spur kommt. Im Fernsehprogramm wurde der Film erstmals am 15. Oktober 2021 bei Arte ausgestrahlt.

## Handlung
Maren Gehrke arbeitet als Journalistin beim „Tageskurier“, der Lokalzeitung eines finanziell angeschlagenen Verlags. In ihrem Team unter der Leitung von Paula Oberländer-Schaffrath („Posch“) arbeiten der erfahrene Hans Buttke, ihr früherer Freund Benno Frick und die junge Sarah Karimi, die sich um die Onlineberichterstattung kümmert. Maren wohnt allein, die Beziehung zu ihrem verwitweten Vater ist nahezu zerbrochen, da Maren die Erkrankung ihrer Mutter journalistisch ausgeschlachtet hatte. Sie hat eine Liebelei mit Dr. Martin Hellrich von der Staatsanwaltschaft, über den sie immer wieder auch an Informationen gelangt.
Als es in einem heruntergekommenen Wohnblock brennt, sind Maren und Hans schnell vor Ort, um zu berichten. Maren gelingt es sogar noch, ein junges Mädchen zu reanimieren. Allerdings kommen bei dem Brand drei Menschen ums Leben, darunter ein 14-jähriger Junge. Im Netz kursieren bald Gerüchte von einem rassistisch motivierten Anschlag, aber auch Vorwürfe gegenüber der Eigentümergesellschaft WiDuBai und deren Vorsitzendem Carsten Altmann wegen unzureichender Brandschutzmaßnahmen werden laut. Maren macht sich auf die Suche, um über die Hintergründe zu recherchieren. Dann meldet sich ein Zeuge bei ihr, der ihr bei einem Treffen ein älteres Video zeigt. In diesem kündigt die angetrunkene Stadträtin Vera Siegerland den Brand schon an – was auf ein Verbrechen hindeuten würde. Der Zeuge habe weitere brisante Informationen, die er jedoch nur gegen Bezahlung herausrückt. Maren gelingt es mit Überzeugungskraft, das Geld vom Verlagschef Freydank zu bekommen. Kollege Benno meint, sie würde sich hier in etwas verrennen.
Maren trifft sich mit dem Zeugen, der sich als Lukas Schaub ausgibt, in einem Hotelzimmer. Er arbeitet in der IT-Abteilung der WiDuBai und ist bei seiner Arbeit auf Dokumente gestoßen, die den Verkauf der Wohnsiedlung an arabische Investoren belegen. Dadurch würden alle Beteiligten – vor allem Altmann und die Stadt – sehr viel Geld verdienen. Schaub habe Angst und möchte mit dem Geld aus der Stadt verschwinden. Er gibt Maren auch ein paar Fotos, auf denen sie bei ihrer Recherche zu einem tödlichen Verkehrsunfall zu sehen ist, der vor Jahren passiert ist. Schaub wird wenig später von Altmanns Handlangern ermordet, nachdem Benno ihm als Freundschaftsdienst Schaubs Namen mitgeteilt hat. Auch die Stadträtin stirbt plötzlich an einem Herzinfarkt, was Maren stutzig macht.
Maren versucht herauszufinden, warum die Fotos vom Verkehrsunfall bei der WiDuBai lagen. Über Hellrich kann sie sich die Akte besorgen und fährt zu ihrem Kollegen Hans, der damals mit ihr am Unfallort war, um die Sache zu besprechen. Sie finden heraus, dass Bürgermeister Gehring den tödlichen Unfall verursacht hat und von Altmann, der damals als Kommissar arbeitete, gedeckt wurde. Im Gegenzug hat Gehring später Altmann bei seiner Karriere protegiert. Hier erfährt sie von Hans auch, dass Benno und Altmann über den örtlichen Fußballverein seit langer Zeit befreundet waren. Diese hätten einen Deal gehabt: Altmann verschaffte Benno vorab polizeiliche Informationen, im Gegenzug berichtete Benno positiv von Altmann. Dadurch haben sie sich gegenseitig in ihrer Karriere gepuscht. Altmann plant auch, den Verlag finanziell zu retten, was Benno erneut Vorteile bringen würde, da er gerade gemeinsam mit Sarah – nach einem schweren Bandscheibenvorfall von Posch – in die Führungsebene befördert wurde.
Maren bekommt von Schaubs Server plötzlich die Dokumente des Investorendeals geschickt. Dieser hatte es so eingerichtet, dass die Daten automatisch an Maren verschickt werden, wenn er dies nicht durch eine PIN-Eingabe unterdrückt – dies hatte er nach seinem Tod nicht mehr gekonnt. Maren kann dadurch alles aufdecken und die Beteiligten werden verhaftet oder müssen ihre Posten räumen. Da Maren und Sarah dies online streamen, ist dies ein Erfolg für den Verlag. Der Verlag allerdings wird ohne Altmanns Millionen insolvent und Maren und all die anderen Angestellten verlieren ihren Job.

## Produktion
Der Film wurde an 23 Drehtagen vom 5. November 2020 bis zum 7. Dezember 2020 in Berlin und Umgebung gedreht.

## Rezeption

### Kritiken
Das Lexikon des internationalen Films gibt dem Film 3 von 5 Sternen. In der Bewertung beschreiben sie Gefährliche Wahrheit als einen „Thriller vor dem Hintergrund des Zeitungsauflagenschwundes, der in der Konzentration auf die mutige Reporterin die Nebenfiguren etwas aus dem Blick verliert. Trotz einiger unglaubhafter Wendungen eine solide Genrearbeit.“
Martina Kalweit bewertet den Film in ihrer Besprechung auf tittelbach.tv mit insgesamt 4 von 6 Sternen. Lisa-Marie Potthoff spiele die Hauptrolle angenehm unaufgeregt, allerdings lasse die stringent auf sie als Journalistin Maren Gehrke ausgelegte Dramaturgie andere Perspektiven nicht zu und verbaue sich hier einige Möglichkeiten. So hätte die Rolle von Christoph Letkowski spannender angelegt sein können, da er sich zwischen den beiden auf erzählerischer Ebene dargestellten Welten – Qualitätsjournalismus und Wahrheit im Wahlkampf – hin und her bewege. Positiv bewertet die Kritikerin, dass die Geschichte nicht in einen unglaubwürdigen Krimi ausarte und sich bei der Protagonistin am Ende des Films sogar ein Wandel andeute: Der zuvor leere Kühlschrank – der laut Kritikerin dem Privatleben von Maren Gehrke gleiche – ist jetzt fast voll. Insgesamt eine „gutgemeinte Titelstory, die etwas zu verbissen auf ihre Heldin zugeschnitten ist.“